# NGC 7768
NGC 7768 (również PGC 72605 lub UGC 12806) – galaktyka eliptyczna (E), znajdująca się w gwiazdozbiorze Pegaza. Odkrył ją John Herschel 5 września 1828 roku. Jest najjaśniejszą galaktyką w gromadzie galaktyk Abell 2666.
W galaktyce tej zaobserwowano niepotwierdzoną supernową SN 1968Z.